# Astragalus brackenridgei
Astragalus brackenridgei är en ärtväxtart som beskrevs av Asa Gray. Astragalus brackenridgei ingår i släktet vedlar, och familjen ärtväxter. Inga underarter finns listade i Catalogue of Life.